# 용인한일초등학교
용인한일초등학교는 대한민국 경기도 용인시에 있는 공립 초등학교이다.

## 학교 연혁
- 2006년 7월 22일 용인한일초등학교 설립인가
- 2007년 3월 1일 7학급 편성
- 2007년 3월 1일 초대 김병기 교장선생님 취임
- 2007년 3월 2일 용인한일초등학교로 개교
- 2007년 3월 5일 초등학교 12학급 편성 유치원 2학급 편성
- 2008년 2월 15일 제1회 졸업식(1학급 41명 졸업)
- 2008년 3월 3일 초등학교 16학급 편성
- 2009년 2월 13일 제2회 졸업식(2학급 47명 졸업)
- 2009년 3월 2일 초등학교 17학급, 유치원 2학급, 특수학급 1학급 편성
- 2010년 2월 11일 제3회 졸업식(2학급 71명 졸업)
- 2010년 3월 1일 초등학교 23학급, 유치원 2학급, 특수학급 1학급 편성
- 2010년 9월 1일 제2대 장승택 교장선생님 취임
- 2011년 2월 17일 제4회 졸업식(3학급 85명 졸업)
- 2011년 3월 1일 초등학교 23학급, 유치원 2학급, 특수학급 1학급 편성
- 2012년 2월 17일 제5회 졸업식(3학급 98명 졸업)
- 2012년 3월 1일 초등학교 24학급, 유치원 2학급, 특수학급 1학급 편성
- 2013년 2월 18일 제6회 졸업식(4학급 108명 졸업)
- 2013년 3월 4일 초등학교 24학급, 유치원 2학급, 특수학급 1학급 편성
- 2014년 2월 14일 제7회 졸업식(4학급 107명 졸업)
- 2014년 3월 3일 초등학교 25학급,유치원 2학급,특수학급 1학급 편성
- 2015년 2월 10일 제8회 졸업식(4학급 96명 졸업)
- 2015년 3월 2일 제3대 장봉수 교장선생님 취임
- 2015년 3월 2일 초등학교 25학급,유치원 2학급, 특수학급 1학급 편성